# Linea M2 (metropolitana di Copenaghen)
La linea M2 è la seconda linea della metropolitana di Copenaghen, a servizio della città di Copenaghen, in Danimarca. Il suo percorso si estende da Vanløse a Lufthavnen (Aeroporto di Copenaghen) passando per il centro di Copenaghen, condividendo parte del tracciato della linea M1. È contraddistinta dal colore giallo. La sua principale funzione è di collegare la parte orientale di Armanger che non è servita dalle linee suburbane S-tog, con l'area metropolitana di Copenaghen.

## Storia
La linea entrò in servizio il 19 ottobre 2002 da Nørreport a Lergravsparken. Il 29 maggio 2003 entrò in servizio la tratta da Nørreport a Frederiksberg e il 12 ottobre 2003 entrò in servizio la tratta da Frederiksberg a Vanløse.
Nel Novembre 2003 partirono i lavori di prolungamento della linea da Lergravsparken a Lufthavnen, conclusi il 28 settembre 2007.
La nuova tratta da Øresund a Lufthavnen è stata costruita riutilizzando il percorso della ferrovia dismessa Amagerbanen. La lunghezza complessiva è di 4,5 km e comprende 5 stazioni, che trasporta circa 25.000 passeggeri al giorno.

## Orari
La tabella mostra le frequenza dei treni durante tutto il giorno:
| Fascia oraria | Frequenza            |
| ------------- | -------------------- |
| 00.00–05.00   | 20 (15 nei weekends) |
| 05.00–07.00   | 6                    |
| 07.00–10.00   | 4                    |
| 10.00–15.00   | 6                    |
| 15.00–18.00   | 4                    |
| 18.00–24.00   | 6                    |

## Stazioni
- Vanløse
- Flintholm
- Lindevang
- Fasanvej
- Frederiksberg
- Forum
- Nørreport
- Kongens Nytorv
- Christianshavn
- Amagerbro
- Lergravsparken
- Øresund
- Amager Strand
- Femøren
- Kastrup
- Lufthavnen